# Хорсборо, Флоранс, баронесса Хорсборо
Флоранс Хорсборо, баронесса Хорсборо (англ. Florence Gertrude Horsbrugh, Baroness Horsbrugh, 13 октября 1889 — 6 декабря 1969) — политик, представительница Шотландской юнионистской партии и Консервативной партии. Историк Кеннет Бакстер утверждал, что «в своё время… [она] была, пожалуй, самой известной женщиной-депутатом в Великобритании», и что она была «возможно самой успешной женщиной-консерватором в парламенте до Маргарет Тэтчер».

## Образование
Она получила образование в Lansdowne House, Эдинбург, Сент-Хильде, Фолкстон и Миллс-колледже, Калифорния.

## Карьера
Во время Первой мировой войны Хорсборо впервые разработала схему походной кухни в Челси. Хорсборо прославилась благодаря этому изобретению, и была приглашена с ним в Букингемский дворец на один обеденный час, чтобы развлечь королеву Марию, которая особенно оценила десерт.
Хорсборо была членом парламента от Данди с 1931 года до её поражения на выборах в 1945 году. Её победа в 1931 году стала неожиданным результатом, и она была первой женщиной, которая представляла город в Палате общин, и первой представительницей консерваторов, избранной членом парламента от Данди с тех пор, как в 1832 году город получил свой избирательный округ. После выхода на пенсию она была возведена в Палату лордов в качестве пожизненного пэра с титулом баронесса Хорсборо из Хорсборо в графстве Пиблсшир, где и проработала до самой своей смерти.
Она занимала министерский пост в коалиционных правительствах военного времени в качестве парламентского секретаря министерства здравоохранения (1939–45) и парламентского секретаря министерства продовольствия (1945). Она была второй женщиной, занявшей министерский пост в правительстве, возглавляемом консерваторами, после Кэтрин, герцогини Атолл. В качестве парламентского секретаря министра здравоохранения с 1939 по 1945 годы Флоранс отвечала за организацию эвакуации школьников из крупных городов во время войны. После своего возвращения в палату общин она стала первой женщиной, занявшей пост в правительстве консерваторов, и третьей женщиной после Бондфилд и Уилкинсон, назначенной министром в британской истории (1953–1954), получив пост министра образования в 1951 году. С 1955 по 1960 год она также была делегатом в Совете Европы и Западноевропейском союзе.
Постоянно уделяя внимание проблемам социального обеспечения, Хорсборо проявила явный интерес к вопросам защиты детей и внесла в частном порядке законопроект, который стал Законом об усыновлении детей (регулировании) 1939 года. Хорсборо также провела большую подготовительную работу по программе, которая в конечном итоге стала Национальной службой здравоохранения Великобритании.
В 1945 году она была британским делегатом на конференции в Сан-Франциско, где была учреждена Организация Объединённых Наций.

## Спорт
Бакстер рассказывает, что Хорсборо удивила спортивного репортёра, который застал её на футбольных матчах Данди и Данди Юнайтед во время избирательной кампании 1935 года. Действительно, Флоранс была футбольной фанаткой и явно поддерживала Хартс.